# Skärvsjösjön
Skärvsjösjön är en sjö i Kalmar kommun i Småland och ingår i Hagbyåns huvudavrinningsområde. Sjön har en area på 0,14 kvadratkilometer och ligger 89,4 meter över havet. Sjön avvattnas av vattendraget Svartabäcken.

## Delavrinningsområde
Skärvsjösjön ingår i det delavrinningsområde (627260-150226) som SMHI kallar för Ovan Lindrörsbäcken. Medelhöjden är 96 meter över havet och ytan är 6,72 kvadratkilometer. Räknas de 2 avrinningsområdena uppströms in blir den ackumulerade arean 79,28 kvadratkilometer. Svartabäcken som avvattnar avrinningsområdet har biflödesordning 2, vilket innebär att vattnet flödar genom totalt 2 vattendrag innan det når havet efter 33 kilometer. Avrinningsområdet består mestadels av skog (79 %). Avrinningsområdet har 0,14 kvadratkilometer vattenytor vilket ger det en sjöprocent på 2,1 %.